# Joey Kooij
Joey Kooij (Oostzaan, 31 ottobre 1991) è un arbitro di calcio olandese.

## Carriera
Esordisce nella massima serie polacca, Eredivisie, il 4 febbraio 2018 dirigendo Excelsior-Utrecht (2-2)
Promosso internazionale nel 2020 fa il suo esordio come arbitro della UEFA dirigendo l'incontro valido per il primo turno delle Qualificazioni alla Conference League NŠ Mura-Sfîntul Gheorghe (2-1).
Il 20 settembre 2023 esordisce nella fase a gironi di una competizione UEFA dirigendo l'incontro di Conference League Lilla-Olimpia Lubiana (2-0).

## Vita privata
È il cognato dell'attacante del Feyenoord Calvin Stengs e per questo motivo non è autorizzato ad arbitrare le partite di questo club.